# 若松駿太
若松 駿太（わかまつ しゅんた、1995年2月28日 - ）は、福岡県久留米市出身の元プロ野球選手（投手）、野球指導者。右投右打。
羽田エキスパートエージェンシーとエージェント契約を結んでいる。

## 経歴

### プロ入り前
ソフトボールでのプレー経験がある実父の影響で、小学校4年時から野球を始める。筑邦西中学校時代は久留米ペトリオッズに所属し、3年時にジャイアンツカップへ出場した。
祐誠高等学校への進学後は、2年時の秋からエースの座を確保したが、春夏とも阪神甲子園球場での全国大会への出場はできなかった。3年時には夏の福岡大会2回戦で敗れた。しかし、NPBの球団で唯一、中日ドラゴンズがプロ野球ドラフト会議の指名に必要な調査書を送付した。2012年のドラフト会議7巡目で、中日から実際に指名された。この年の会議で支配下登録選手としてNPB全12球団から指名された選手では最後の指名であったが、若松本人は「（続いて開かれた育成ドラフト会議で）育成選手として指名されるだけでも良い」と思っていたとのことで、中日から支配下登録選手として指名された瞬間に涙を流したという。結局、契約金1800万円、年俸540万円（金額は推定）という条件で中日に入団した。担当スカウトは渡辺麿史で、背番号は61。

### 中日時代
2013年には、ウエスタン・リーグ公式戦20試合に登板した。通算投球イニングは43回で、3勝2敗、防御率3.98という成績を残したが、一軍公式戦への登板機会はなかった。しかし、シーズン終了後の秋季キャンプ中に紅白戦で好投したことから、当時の一軍監督・谷繁元信から監督賞を贈られた。
2014年には、公式戦開幕直後の4月3日に、京セラドーム大阪の対阪神タイガース戦で救援投手として一軍公式戦にデビュー。同月10日の対東京ヤクルトスワローズ戦（ナゴヤドーム）で初めて先発するなど、一軍公式戦全体では、2度の先発を含む7試合に登板した。シーズン終了後に参加したフェニックスリーグでは、10月25日の対読売ジャイアンツ（巨人）戦（ひむかスタジアム）に先発すると、被安打5、奪三振10という内容で完封勝利した。リーグ戦全体でも、通算5試合の登板で、投球イニング25回をすべて自責点0で凌いだ。リーグ終了後の秋季キャンプでは、強化指定選手に選ばれた。
2015年には、4月18日の対広島東洋カープ戦（マツダスタジアム）に、先発投手として登板した。一軍公式戦でのシーズン初登板で、白星は付かなかったが、6回を自責点1で凌いだ。後に救援での登板や二軍調整を経験したが、6月2日の対埼玉西武ライオンズ戦（ナゴヤドーム）でシーズン5試合目の先発登板を果たすと、6回無失点という内容で一軍公式戦での初勝利を挙げた（詳細後述）。8月には、自身初の完封勝利を含む4勝を挙げたことから、セ・リーグの月間MVP（投手）に選出された。シーズン通算では、同リーグの規定投球回（143イニング）にわずか3イニング足りなかったものの、一軍公式戦でチームでは大野雄大に続く10勝を挙げた。ほぼ1年間一軍の先発ローテーションを守りながら防御率2.12という成績を残し、シーズン終了後の契約交渉では、推定年俸3600万円で契約を更改した。前年の年俸が推定550万円だったことから、昇給率はおよそ555%で、中日の投手としては歴代最大とされた。
2016年には、一軍公式戦の開幕から先発ローテーションに入ったが、8月上旬から9月中旬までは二軍で調整した。9月末に中継ぎ要員として一軍に復帰すると、チームトップに並ぶ7勝を記録した。防御率は4.06で、8敗を喫している。
2017年にも、一軍公式戦の開幕から先発陣の一角を任されたが、シーズン初登板から4試合で3敗を喫し、4月下旬に出場選手登録を抹消された。抹消中には一時、実戦を離れて、春季キャンプばりの走り込みに専念していた。8月上旬に一軍へ復帰すると、3試合の先発登板で2連勝（うち1試合は自身に勝ちは付かず）を記録したが、シーズン通算では7試合の登板で1勝4敗という成績にとどまった。
2018年には、右肩を痛めた影響で一軍公式戦での登板がなく、ウエスタン・リーグ公式戦でも5試合の登板で1勝1敗、防御率6.04と振るわなかった。シーズン最終盤の10月1日に球団から戦力外通告を受けた。NPB他球団での現役続行を希望し、11月13日には12球団合同トライアウトへ参加し、シートバッティング形式で対戦した3人の打者をすべて凡退させた。12月2日付で、NPBから自由契約選手として公示。

### BCリーグ・栃木時代
2018年12月6日に、ベースボール・チャレンジ・リーグ（ルートインBCリーグ）の栃木ゴールデンブレーブスへ入団することが発表された。2019年は先発で13勝をあげ、チームの初優勝に大きく貢献。リーグの後期ならびにシーズンMVPに選出された。
シーズン終了後の11月12日に2年連続で12球団合同トライアウトへ参加した。シートバッティング形式で打者3人と対戦し、1四球無安打の投球で、直球は最速134km/hを記録した。
12月25日、栃木球団は若松と2020年の契約に合意したと発表した。
2020年は右肩痛に悩まされ、10試合の登板、3勝に留まり、一時期練習生契約になった。10月28日に球団が自由契約を発表し、栃木を退団した。

### BCリーグ・福島時代
「環境を変えたい」という理由で栃木退団後は、台湾リーグ挑戦を視野に代理人を通じて水面下で動いていたが、話がまとまらず断念した。2021年1月8日、栃木と同じBCリーグに所属する福島レッドホープスにコーチ兼任で入団することが発表された。同年、選手としては救援としての起用が増えたこともあり、1勝（6敗）にとどまった。　　　　　　
2022年は先発中心の起用に戻り、投球回と完投数でリーグ最多を記録し、6勝8敗の成績だった。
2024年8月6日、今季限りでの現役引退を発表。同年12月13日に、引退とコーチとしての退任に伴う退団が発表された。

### 現役引退後
引退後は愛知県一宮市のENEOS Dr.Driveヤマト店に勤務。2025年2月1日から同店運営企業の大森石油の野球部に三ツ俣大樹ともに加入し、軟式野球に活動の場を移した。同部は軟式野球の強豪で、5月13日の国民スポーツ大会愛知県大会1回戦に先発登板し、公式戦デビューした。

## 選手としての特徴
オーバースローから、最速143km/hのストレートを軸に、中日へ入団してから取得したチェンジアップ、緩いカーブ・スライダー・フォークを操る。

## 人物
本人曰く、実家は「田んぼに囲まれていました」とのことで、最寄りのコンビニエンスストアまでは約2kmあるという。自宅から高校まで10kmの距離を毎日、自転車で通学したため自然と下半身が鍛えられたと語っている。
高校時代には、土木科に在籍した。小型車両系建設機械の資格を所得しているため、3tまでの重機を操ることが出来る。
左頬にアザがあるが、本人曰く「バレンティンさんと同じ」と気に入っている。
中日へ入団した時の担当スカウトだった渡辺を、「高校球界で無名だった頃から自分を見てくれていた恩人」と慕っている。若松と同じ九州（大分県）の出身で、現役時代に若松と同じ右投手だった渡辺は、高校時代から若松に興味を示していた数少ないNPB関係者の1人だった。しかし、入団2年目で迎えた春季キャンプの初日（2014年2月1日）に、急性白血病のため、渡辺は57歳で死去した。若松が翌2015年に一軍公式戦で初勝利を挙げた際には、試合後のヒーローインタビューで、目を潤ませながら渡辺への感謝の気持ちを述べた。ちなみに、この試合のウイニングボールは、渡辺の遺影の前に飾られたという。
中日から2018年に戦力外通告を受けた直後には、中日時代の思い出として、2015年に一軍公式戦で2桁勝利を挙げたことよりも「（この年のシーズン終盤に相次いで開かれた公式戦における）谷繁、朝倉健太、山本昌の引退試合に登板して良い投球ができたこと」を挙げていた。戦力外通告の直後から栃木への入団が決まるまでは、『バース・デイ』（TBSテレビ）のスタッフが若松と実父に密着取材した。同局では2019年1月19日にその模様が放送された。

## 詳細情報

### 年度別投手成績
| 年 度    | 球 団    | 登 板 | 先 発 | 完 投 | 完 封 | 無 四 球 | 勝 利 | 敗 戦 | セ 丨 ブ | ホ 丨 ル ド | 勝 率 | 打 者 | 投 球 回 | 被 安 打 | 被 本 塁 打 | 与 四 球 | 敬 遠 | 与 死 球 | 奪 三 振 | 暴 投 | ボ 丨 ク | 失 点 | 自 責 点 | 防 御 率 | W H I P |
| -------- | -------- | ----- | ----- | ----- | ----- | -------- | ----- | ----- | -------- | ----------- | ----- | ----- | -------- | -------- | ----------- | -------- | ----- | -------- | -------- | ----- | -------- | ----- | -------- | -------- | ------- |
| 2014     | 中日     | 7     | 2     | 0     | 0     | 0        | 0     | 1     | 0        | 0           | .000  | 72    | 16.1     | 19       | 0           | 6        | 0     | 0        | 5        | 1     | 0        | 13    | 9        | 4.96     | 1.53    |
| 2015     | 中日     | 23    | 20    | 2     | 1     | 0        | 10    | 4     | 0        | 0           | .714  | 575   | 140.0    | 111      | 10          | 50       | 0     | 2        | 113      | 3     | 0        | 35    | 33       | 2.12     | 1.15    |
| 2016     | 中日     | 19    | 18    | 3     | 0     | 1        | 7     | 8     | 0        | 1           | .467  | 497   | 115.1    | 127      | 10          | 37       | 0     | 0        | 85       | 3     | 0        | 55    | 52       | 4.06     | 1.42    |
| 2017     | 中日     | 7     | 7     | 0     | 0     | 0        | 1     | 4     | 0        | 0           | .200  | 162   | 35.2     | 49       | 4           | 11       | 0     | 1        | 16       | 1     | 0        | 25    | 22       | 5.55     | 1.68    |
| NPB：4年 | NPB：4年 | 56    | 47    | 5     | 1     | 1        | 18    | 17    | 0        | 1           | .514  | 1306  | 307.1    | 306      | 24          | 104      | 0     | 3        | 219      | 8     | 0        | 128   | 116      | 3.40     | 1.33    |

### 年度別守備成績
| 年 度 | 球 団 | 投手  | 投手  | 投手  | 投手  | 投手  | 投手     |
| 年 度 | 球 団 | 試 合 | 刺 殺 | 補 殺 | 失 策 | 併 殺 | 守 備 率 |
| ----- | ----- | ----- | ----- | ----- | ----- | ----- | -------- |
| 2014  | 中日  | 7     | 1     | 2     | 0     | 0     | 1.000    |
| 2015  | 中日  | 23    | 7     | 28    | 2     | 6     | .946     |
| 2016  | 中日  | 19    | 12    | 12    | 0     | 2     | 1.000    |
| 2017  | 中日  | 7     | 2     | 9     | 0     | 2     | 1.000    |
| 通算  | 通算  | 56    | 22    | 51    | 2     | 10    | .973     |

### 表彰
- 月間MVP：1回（投手部門：2015年8月）

### 記録
投手記録
- 初登板：2014年4月3日、対阪神タイガース3回戦（京セラドーム大阪）、5回裏に2番手で救援登板、1回無失点
- 初奪三振：同上、5回裏に能見篤史から見逃し三振
- 初先発：2014年4月10日、対東京ヤクルトスワローズ3回戦（ナゴヤドーム）、4回2/3を4失点で勝敗つかず
- 初勝利・初先発勝利：2015年6月2日、対埼玉西武ライオンズ1回戦（ナゴヤドーム）、6回無失点8奪三振
- 初完投・初完封勝利：2015年8月2日、対読売ジャイアンツ17回戦（東京ドーム）、5安打6奪三振

打撃記録
- 初安打：2015年8月8日、対東京ヤクルトスワローズ18回戦（ナゴヤドーム）、2回裏に新垣渚から投手内野安打
- 初打点：2015年10月7日、対広島東洋カープ25回戦（MAZDA Zoom-Zoom スタジアム広島）、8回表に中﨑翔太から右前適時打

### 独立リーグでの投手成績
| 年 度     | 球 団     | 登 板 | 先 発 | 完 投 | 完 封 | 無 四 球 | 勝 利 | 敗 戦 | セ 丨 ブ | ホ 丨 ル ド | 勝 率 | 打 者 | 投 球 回 | 被 安 打 | 被 本 塁 打 | 与 四 球 | 敬 遠 | 与 死 球 | 奪 三 振 | 暴 投 | ボ 丨 ク | 失 点 | 自 責 点 | 防 御 率 | W H I P |
| --------- | --------- | ----- | ----- | ----- | ----- | -------- | ----- | ----- | -------- | ----------- | ----- | ----- | -------- | -------- | ----------- | -------- | ----- | -------- | -------- | ----- | -------- | ----- | -------- | -------- | ------- |
| 2019      | 栃木      | 21    | 18    | 3     | 1     | 0        | 13    | 5     | 0        | 0           | .722  | 526   | 128.0    | 104      | 6           | 50       | -     | 3        | 93       | 4     | 0        | 43    | 36       | 2.53     | 1.20    |
| 2020      | 栃木      | 10    | 9     | 0     | 0     | 0        | 3     | 1     | 0        | 0           | .750  | 186   | 47.0     | 41       | 2           | 11       | -     | 0        | 45       | 1     | 0        | 14    | 10       | 1.91     | 1.11    |
| 2021      | 福島      | 24    | 10    | 0     | 0     | 0        | 1     | 6     | 0        | 0           | .143  | 328   | 75.1     | 83       | 8           | 20       | -     | 8        | 52       | 4     | 0        | 44    | 33       | 3.94     | 1.37    |
| 2022      | 福島      | 20    | 17    | 4     | 0     | 0        | 6     | 8     | 0        | 0           | .429  | 550   | 126.2    | 134      | 4           | 40       | -     | 10       | 81       | 10    | 0        | 56    | 47       | 3.34     | 1.37    |
| 2023      | 福島      | 20    | 17    | 5     | 2     | 1        | 5     | 11    | 0        | 0           | .312  | 503   | 121.0    | 120      | 6           | 32       | -     | 8        | 82       | 6     | 0        | 53    | 49       | 3.64     | 1.26    |
| 2024      | 福島      | 22    | 16    | 1     | 0     | 0        | 3     | 7     | 0        | 0           | .300  | 480   | 107.2    | 116      | 3           | 45       | -     | 7        | 70       | 2     | 0        | 57    | 48       | 4.01     | 1.50    |
| 通算：6年 | 通算：6年 | 117   | 87    | 13    | 3     | 1        | 31    | 38    | 0        | 0           | .449  | 2573  | 605.2    | 598      | 29          | 198      | -     | 36       | 423      | 27    | 0        | 267   | 223      | 3.31     | 1.31    |

- 各年度の太字はリーグ最高

### 背番号
- 61 （2013年 - 2024年）

### テーマ曲
- 「Run this way feat. MEGAHORN」BANTY FOOT（2015年 - ）